# Швейцарія на літніх Олімпійських іграх 1904
Швейцарія на літніх Олімпійських іграх 1904 була представлена трьома спортсменами у 3 видах спорту. За результатами змагань команда зайняла восьме місце в загальнокомандному медальному заліку.
Адольф Шпіннлер був народженим у Швейцарії, але пізніше переїхав до Есслінгена-на-Некарі в Німецькій імперії та представляв німецький спортивний клуб  — тому його належність до національної команди викликає суперечки.
Густав Тіфенталер представляв South Broadway Athletic Club of Saint Louise. На Олімпіаді він провів один бій у змаганнях з вільної боротьби у легкій ваговій категорії, програв, але все одно отримав бронзову медаль. Під час проведення Олімпійських ігор він ще залишався громадянином Швейцарії.
Андреас Кемпф змагався у трьох гімнастичних дисциплінах, посівши 8-ме місце у фіналі гімнастичного триборства. Він прибув до США в 1902 році і представляв Kansas City Turnverein. Кемпф подав заяву на натуралізацію в 1908 році, але йому було відмовлено.

## Медалісти

### Золото
|   |                 |                                                   |
| № | Спортсмен       | Вид спорту (дисципліна)                           |
| 1 | Адольф Шпіннлер | Спортивна гімнастика (триборство серед чоловіків) |

### Бронза
|   |                   |                                               |
| № | Спортсмени        | Вид спорту (дисципліна)                       |
| 1 | Адольф Шпіннлер   | Спортивна гімнастика (індивідуальна першість) |
| 2 | Густав Тіфенталер | Вільна боротьба (до 47,6 кг)                  |

## Результати змагань

### Легка атлетика
| Змагання   | Спортсмени      | Фінал     | Фінал |
| Змагання   | Спортсмени      | Результат | Місце |
| ---------- | --------------- | --------- | ----- |
| Триборство | Адольф Шпіннлер | 24,5      | 64    |
| Триборство | Андреас Кемпф   | 23,6      | 75    |

### Спортивна гімнастика
| Змагання               | Спортсмен       | Фінал     | Фінал |
| Змагання               | Спортсмен       | Результат | Місце |
| ---------------------- | --------------- | --------- | ----- |
| Індивідуальна першість | Адольф Шпіннлер | 67,99     | 3     |
| Першість на 9 снарядах | Адольф Шпіннлер | 43,39     | 1     |
| Індивідуальна першість | Андреас Кемпф   | 62,57     | 20    |
| Триборство             | Андреас Кемпф   | 39,53     | 8     |

### Боротьба
| Змагання           | Спортсмен         | 1 раунд            | Чвертьфінал        | Півфінал                   | Фінал              | Місце |
| Змагання           | Спортсмен         | Суперник Результат | Суперник Результат | Суперник Результат         | Суперник Результат | Місце |
| ------------------ | ----------------- | ------------------ | ------------------ | -------------------------- | ------------------ | ----- |
| Вільна, до 47,6 кг | Густав Тіфенталер |                    |                    | Роберт Каррі (USA) програв | не пройшов         | 3     |

## Швейцарські спортсмени, які виступали під іншим громадянством
- Еміль Швеглер(інші мови) змагався за США у трьох гімнастичних дисциплінах, представляючи St. Louis Schweizer Turnverein.[5] Народжений у Швейцарії в місті Базель[6], він отримав громадянство США разом із батьками й навчався у коледжі в Канзас-Сіті, штат Міссурі.[5]
- Оскар Шваб(інші мови) народився в Парижі від швейцарської матері й був усиновлений її американським чоловіком. Він представляв США в чвертьмильній велогонці. Після ігор він переважно виступав у Європі й став швейцарським чемпіоном у спринті в 1907 році.[7]